# Томмі (фільм, 1931)
«Томмі» — радянський художній кінофільм режисера Якова Протазанова, знятий в 1931 році за мотивом п'єси Всеволода Іванова «Бронепоїзд 14-69». Перший звуковий фільм Протазанова.

## Сюжет
Громадянська війна в Сибіру. Більшовицький партизанський загін отримує наказ доставити захоплені боєприпаси Червоної армії. По дорозі до партизанів в полон потрапляє англійський солдат. У полоні герой фільму переходить на сторону більшовиків.

## У ролях
- Олександр Жутаєв —  Томмі
- Василь Ковригін —  Вершинін, старший партизан
- Михайло Кедров —  китаєць-партизан
- Іван Чувєлєв —  Озорной, партизан
- Василь Ванін —  Суєтлівий
- Олексій Темерін —  потерпілий
- Віктор Кулаков —  партизан
- Володимир Уральський —  партизан
- Леонід Юренєв —  полковник
- Микола Боголюбов —  партизан
- Володимир Цоппі —  англійська полковник

## Знімальна група
- Режисер — Яків Протазанов
- Сценаристи — Всеволод Іванов, Яків Протазанов
- Оператор — Костянтин Кузнецов
- Композитор — Олександр Шеншин
- Художник — Володимир Єгоров